# Campionatul Mondial de Atletism din 2023 - 35 km marș (masculin)
Proba masculină de 35 km marș de la Campionatul Mondial de Atletism din 2023 a avut loc pe 24 august 2023 la Budapesta, Ungaria.

## Program
Ora este ora Ungariei (UTC+1)
| Dată      | Oră   | Etapă  |
| --------- | ----- | ------ |
| 24 august | 07:00 | Finala |

## Rezultate
Cursa a început la ora 7:00 pe 24 august.
| Loc | Nume                     | Țară          | Timp    | Avertismente | Note     |
| --- | ------------------------ | ------------- | ------- | ------------ | -------- |
| 1   | Álvaro Martín            | Spania        | 2:24:30 |              | RN       |
| 2   | Brian Pintado            | Ecuador       | 2:24:34 | ~~           | RC       |
| 3   | Masatora Kawano          | Japonia       | 2:25:12 | ~            | SB       |
| 4   | Evan Dunfee              | Canada        | 2:25:28 | >            | SB       |
| 5   | Christopher Linke        | Germania      | 2:25:35 |              | RN       |
| 6   | Tomohiro Noda            | Japonia       | 2:25:50 |              |          |
| 7   | Massimo Stano            | Italia        | 2:25:59 |              | SB       |
| 8   | Perseus Karlström        | Suedia        | 2:27:03 | >            | SB       |
| 9   | Karl Junghannß           | Germania      | 2:27:08 |              | PB       |
| 10  | Caio Bonfim              | Brazilia      | 2:27:45 | ~~           |          |
| 11  | Ricardo Ortiz            | Mexic         | 2:29:14 | ~            | SB       |
| 12  | Miguel Ángel López       | Spania        | 2:29:32 |              |          |
| 13  | Satoshi Maruo            | Japonia       | 2:29:52 | ~~           |          |
| 14  | Kévin Campion            | Franța        | 2:30:18 |              | SB       |
| 15  | Andrea Agrusti           | Italia        | 2:30:32 | >>           |          |
| 16  | Riccardo Orsoni          | Italia        | 2:31:41 | >            |          |
| 17  | José Leonardo Montaña    | Columbia      | 2:31:45 | >~           | SB       |
| 18  | Veli-Matti Partanen      | Finlanda      | 2:32:28 | ~>~          |          |
| 19  | Dominik Černý            | Slovacia      | 2:32:56 | >>           | PB       |
| 20  | Matteo Giupponi          | Italia        | 2:34:58 |              | SB       |
| 21  | Wayne Snyman             | Africa de Sud | 2:35:13 |              | SB       |
| 22  | Marc Tur                 | Spania        | 2:36:04 | >>           |          |
| 23  | He Xianghong             | China         | 2:37:31 |              |          |
| 24  | Brendan Boyce            | Irlanda       | 2:37:26 | >>           | SB       |
| 25  | Aleksi Ojala             | Finlanda      | 2:38:34 | ~            |          |
| 26  | Jakub Jelonek            | Polonia       | 2:38:45 | >>~          |          |
| 27  | Ram Baboo                | India         | 2:39:07 | ~~~          |          |
| 28  | Wang Qin                 | China         | 2:39:19 | ~            |          |
| 29  | Ever Jair Palma Olivares | Mexic         | 2:39:40 | ~            | SB       |
| 30  | Bence Venyercsán         | Ungaria       | 2:40:34 | >            |          |
| 31  | José Leyver              | Mexic         | 2:41:34 | ~~~          |          |
| 32  | Arnis Rumbenieks         | Letonia       | 2:43:36 | >            |          |
| 33  | Ihor Hlavan              | Ucraina       | 2:45:18 | >            |          |
|     | Éider Arévalo            | Columbia      | NT      |              |          |
|     | Ivan Banzeruk            | Ucraina       | NT      |              |          |
|     | Andrés Chocho            | Ecuador       | NT      |              |          |
|     | Rhydian Cowley           | Australia     | NT      | >            |          |
|     | Carl Dohmann             | Germania      | NT      |              |          |
|     | Narcis Mihăilă           | România       | NT      |              |          |
|     | Alexandros Papamichail   | Grecia        | NT      | ~>           |          |
|     | Dawid Tomala             | Polonia       | NT      |              |          |
|     | João Vieira              | Portugalia    | NT      |              |          |
|     | Artur Brzozowski         | Polonia       | DS      | >~>>         | TR54.7.5 |
|     | Michal Morvay            | Slovacia      | DS      | >>>>         | TR54.7.5 |
|     | Aurélien Quinion         | Franța        | DS      | ~~~~         | TR54.7.5 |
|     | Juan José Soto           | Columbia      | DS      | >~>>         | TR54.7.5 |
|     | Zhaxi Yangben            | China         | DS      | ~>~>         | TR54.7.5 |
|     | Luis Henry Campos        | Peru          | DS      |              |          |
|     | César Augusto Rodríguez  | Peru          | DS      |              |          |

| Legendă: | ~ Cartonaș roșu pentru pierderea contactului cu solul | > Cartonaș roșu pentru îndoirea genunchiului | TR54.7.5: Descalificat din cauza regulii TR54.7.5 (4 cartonașe roșii) |